# منتخب مصر لكرة اليد شباب 2019
حصل منتخب مصر لكرة اليد للشباب 2019 على المركز الثالث والميدالية البرونزية في كاس العالم للشباب وقد كان المدير الفني للفريق طارق محروس في شهر يوليو سنة 2019 .
كانت بطولة العالم للشباب هي النسخة الثانية والعشرين من البطولة، التي عقدت في الفترة من 16 إلى 28 يوليو 2019 في فيغو وبونتيفيدرا، إسبانيا. حصلت فرنسا على اللقب الثاني بعد هزيمة كرواتيا في النهائي.

## الاعبين
قائمة بلاعبي المنتخب ومراكزهم والانديه التي يلعبون لها.
| الاعب            | المركز     | النادي    |
| ---------------- | ---------- | --------- |
| خالد وليد        | محور       | هليوبوليس |
| عبد الرحمن طه    | حارس مرمى  | الأهلي    |
| سيف الدرع        | سنتر باك   | هليوبوليس |
| حسن وليد         | باك يسار   | الشمس     |
| عمر خالد         | جناح أيمن  | الأهلي    |
| جلال خورشيد      | جناح أيسر  | سبرتنج    |
| شهاب عبدالله     | مدافع أيسر | الجيش     |
| محمد الأزهري     | باك يمين   | الزمالك   |
| عمر سامي         | باك أيمن   | الجيش     |
| عبد العزيز إيهاب | جناح أيسر  | سموحة     |
| محسن رمضان       | باك يمين   | هليوبوليس |
| أحمد راضي        | سنتر باك   | الأهلي    |
| عبد الرحمن حميد  | حارس مرمى  | الأهلي    |
| حازم ممدوح       | باك يمين   | الزمالك   |
| أحمد هشام        | سنتر باك   | هليوبوليس |
| ياسر محمد        | محور       | الأهلي    |